# Архелай (военачальник Антигона I Одноглазого)
Архелай (др.-греч. Άρχέλαος) — древнемакедонский военачальник, участник Вавилонской войны, сатрап Аккада на службе у Антигона Одноглазого.

## Биография
Предположительно, по происхождению, Архелай был македонянином.
Впервые Архелай упомянут в контексте осады Вавилона Деметрием Полиоркетом в ходе Вавилонской войны. К февралю 309 года до н. э. Деметрию удалось захватить одну из двух вавилонских крепостей оборону которых организовал соратник Селевка Патрокл, однако вскоре он был вынужден отступить на запад, предварительно ограбив окрестности. В захваченной вавилонской крепости он, согласно Диодору Сицилийскому, оставил войско в 5 тысяч воинов и тысячу всадников под командованием «своего друга» Архелая. Плутарх писал о семи тысячах воинов. Весной 309 года до н. э. в Вавилонию вернулся Селевк и через какое-то время после борьбы деблокировал Вавилон.
Впоследствии в Вавилонию вторгся Антигон со своим основным войском. Антигон так и не смог полностью захватить Вавилон после чего назначил «сатрапом Аккада» Архелая и направился в Куту. Предположительно, Архелай недолго смог противостоять войскам Селевка и вскоре был вынужден покинуть Вавилон. Впоследствии, возможно, он принимал участие в решающем сражении между войсками Антигона и Селевка.
Согласно предположению Р. Биллоуза, данный персонаж может быть идентичен Архелаю-фрурарху Тира; В. Хеккеля — Архелаю-стратегу Сузианы.

### Исследования
- Смирнов С. В. Государство Селевка I (политика, экономика, общество). — М.: Русский фонд содействия образованию и науке, 2013. — 344 с. — ISBN 978-5-91244-099-1.
- Billows R. Antigonos the One-eyed and the Creation of the Hellenistic State (англ.). — Berkeley; Los Angeles; London: University of California Press, 1997. — ISBN 0-520-06378-3.
- Grainger J. D. The Rise of the Seleukid Empire (323—223 BC) Seleukos I to Seleukos III (англ.). — Barnslay: Pen&Sword Military, 2014. — ISBN 978-1-78303-053-8.
- Heckel W. Who's Who in the Age of Alexander the Great: Prosopography of Alexander's Empire (англ.). — Malden; Oxford; Carlton: Blackwell Publishing, 2006. — 389 p. — ISBN 1-4051-1210-7.
- Heckel W. Who's Who in the Age of Alexander and his Successors. From Chaironea to Ipsos (338—301 BC) (англ.). — Barnsley: Greenhill Books, 2021. — 554 p. — ISBN 978-1-78438-648-1.